# St. Martin (Dittelstedt)

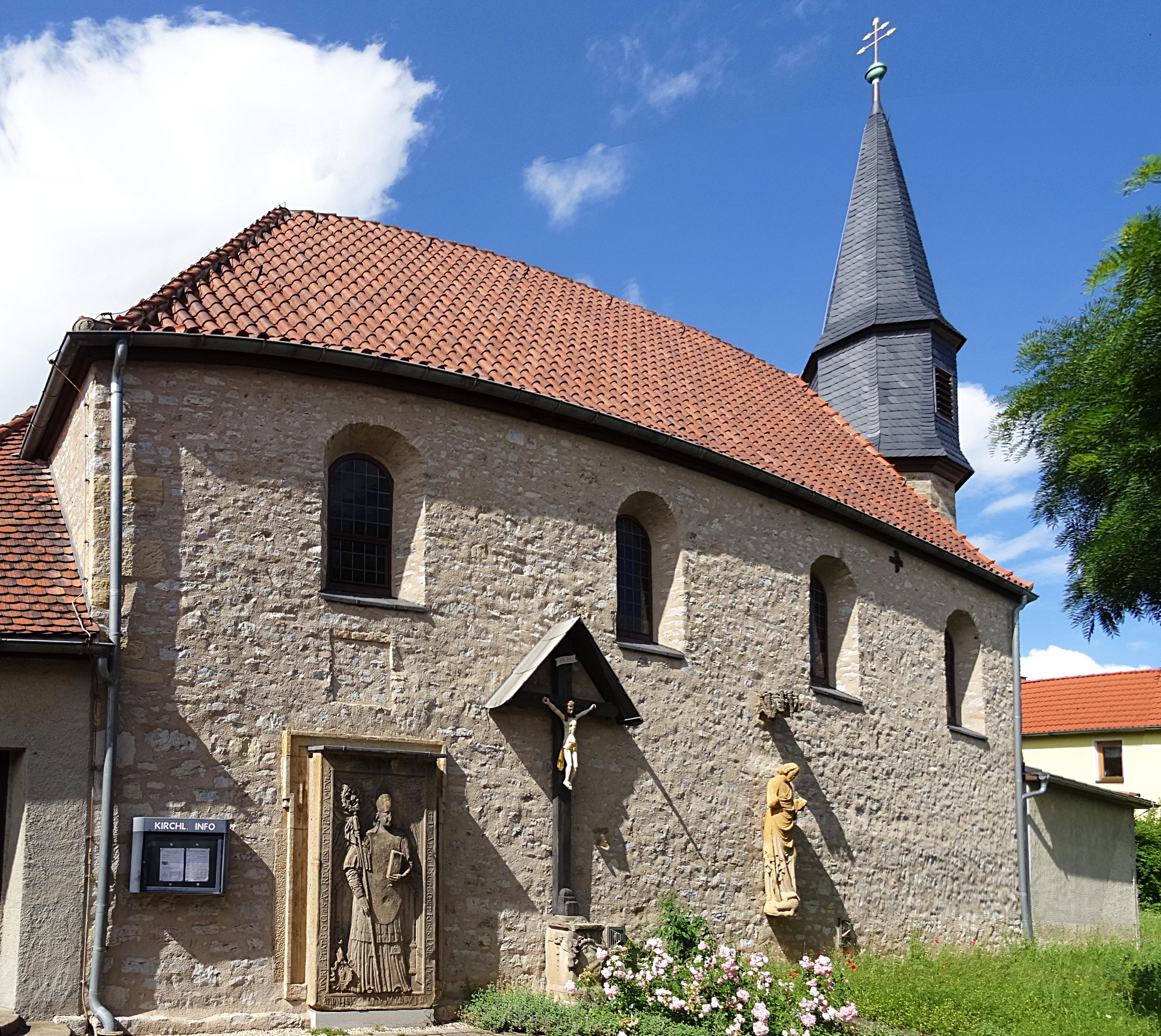
Römisch-Katholische Kirche St. Martin in Dittelstedt

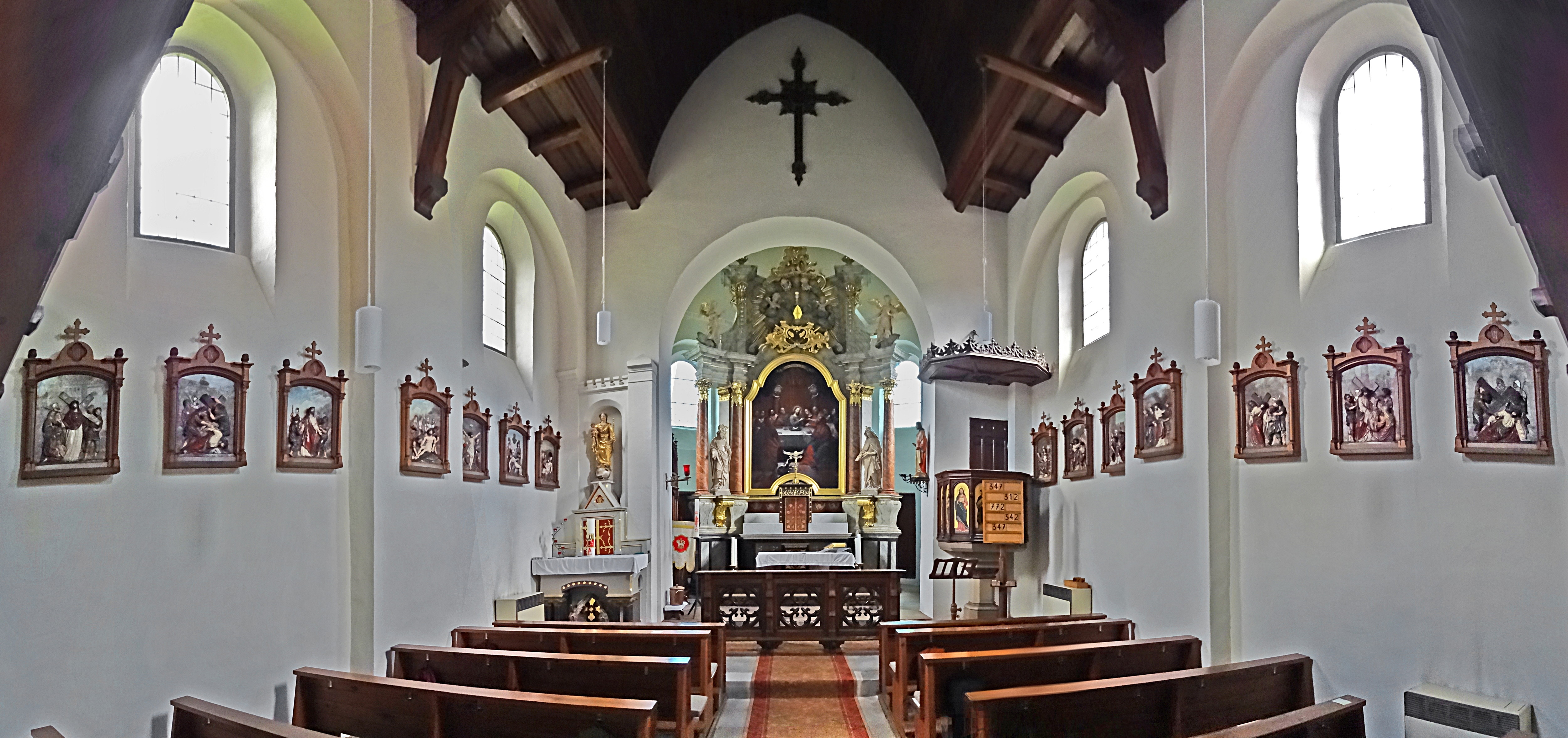
Innenansicht

Die römisch-katholische Filialkirche St. Martin steht im Stadtteil Dittelstedt der thüringischen Landeshauptstadt Erfurt. Sie ist Filialkirche der Pfarrei St. Nikolaus Erfurt-Melchendorf im Dekanat Erfurt des Bistums Erfurt. Sie trägt das Patrozinium des heiligen Martin von Tours.

## Lage
Die Kirche steht zwischen Rudolstädter Straße, Brunnengasse und Am Alten Brunnen.

## Geschichte
1577 wurde Dittelstedt zur Filialgemeinde von Melchendorf. Die Kirche wurde 1682 anstelle eines 1647 durch die Schweden abgetragenen Vorgängerbaus errichtet. Am 14. September 1757 weilte König Friedrich der Große in seinem Hauptquartier in Dittelstedt, das sich bei der Kirche befand. Die französischen Truppen plünderten 1806 nach der Schlacht bei Jena und Auerstedt die Kirche und verwüsteten die Orgel. Napoleon schenkte 1812 den Turm der FronleichnamskKapelle auf dem Petersberg der Gemeinde, der daraufhin abgetragen wurde und in Dittelstedt wieder errichtet wurde. Pfarrer Bernhard Germann legte am 27. April den Grundstein und am 18. Juli wurde der Turmknopf mit Kreuz auf gesetzt. 1813 wurde die Kirche erneut geplündert Turmknopf und Kreuz wurden abgenommen. Nach Kriegsende 1816 bekam die Gemeinde einige Ausstattungsstücke zurück. Erst am 28. Juli 1860 wurde unter Pfarrer Franz Dame Turmknopf und Kreuz wieder aufgesetzt.
Im Ersten Weltkrieg wurden beide Glocken wieder entfernt. Die Glockengießerei Christian Störmer aus Erfurt goss 1925 für die Kirche zwei neue Glocken. Die Sakristei und der Eingangsbereich wurden 1935 angebaut. Die große Glocke wurde 1940 erneut abgenommen und eingeschmolzen. Bei dem Luftangriff auf Dittelstedt am 17. März 1945 wurde sie schwer beschädigt. Ab den 1950er Jahren wurden verschiedene Erneuerungs- und Renovierungsarbeiten durchgeführt, unter anderem wurde das Dach neu eingedeckt, eine neue Heizung eingebaut und eine elektrische Läuteeinrichtung installiert. Die neue große Glocke wurde am 9. September 2000 geweiht und am 3. Oktober zum ersten Mal geläutet. Im selben Jahr wurde auch eine digitale Kirchenorgel angeschafft. 2001 bis 2007 wurde die Inneneinrichtung restauriert. Eine Glockenschaltuhr wurde 2008 eingebaut und 2010 der Kirchturm gesandt strahlt und neu eingedeckt. Am 28. Oktober 2010 wurde die Restaurierung von St. Martin mit dem Wiederaufsetzen des Turmknopfes abgeschlossen.
Die Böttcher-Orgel ist seit 2021 in Restauration.

## Baubeschreibung
Die mit einem Satteldach bedeckte, im Westen abgewalmte Saalkirche hat einen dreiseitigen Abschluss im Osten. Dort ist der oktogonale Kirchturm aus Werksteinen angefügt. Sein spitzer Helm hat eine Schieferdeckung. Das Kirchenschiff hat an den Längsseiten 4 Rundbogenfenster. Ein Epitaph des Abtes Casselmann († 1737) vom Erfurter Benediktinerkloster verschließt außen an der Südwand den früheren Eingang.

## Ausstattung
Der barocke Altar wie auch die Kreuzwegstationen stammen aus der Corpus-Christi-Kapelle. In der Kirche findet sich ein kleines Relief mit der Darstellung von Maria und Johannes aus der Zeit um 1600.

## Orgel

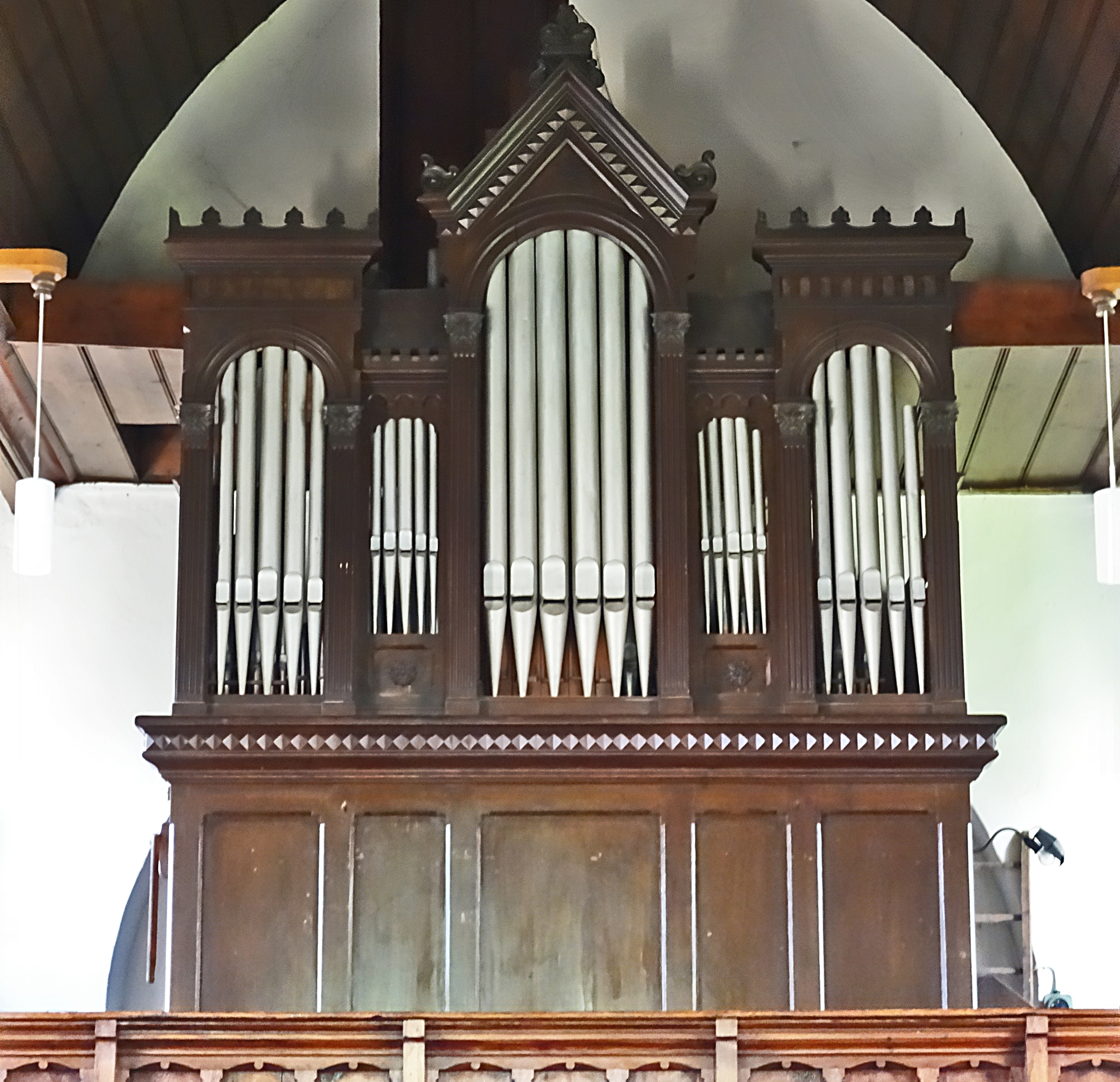
Die Böttcher-Orgel

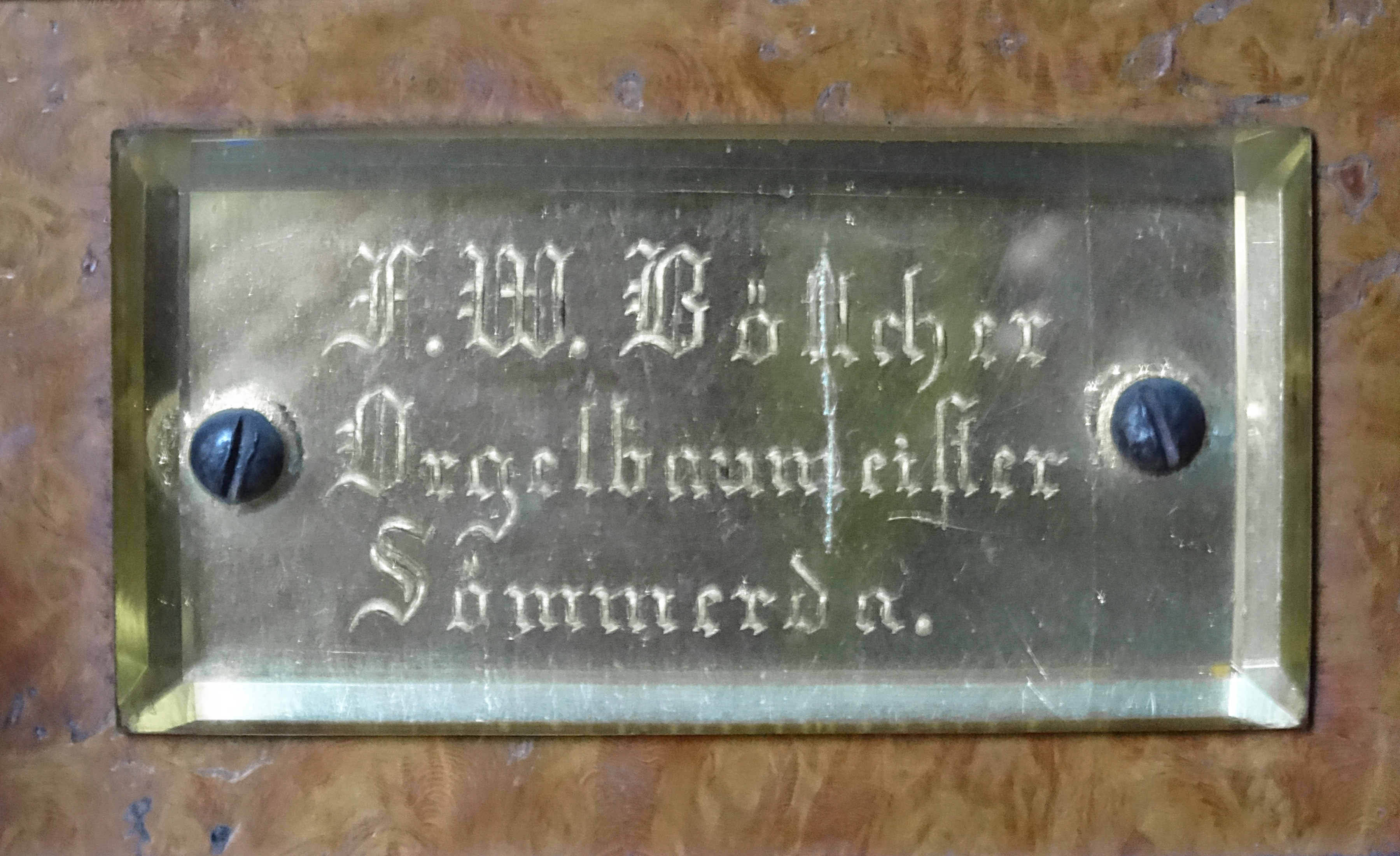
Firmenplakette

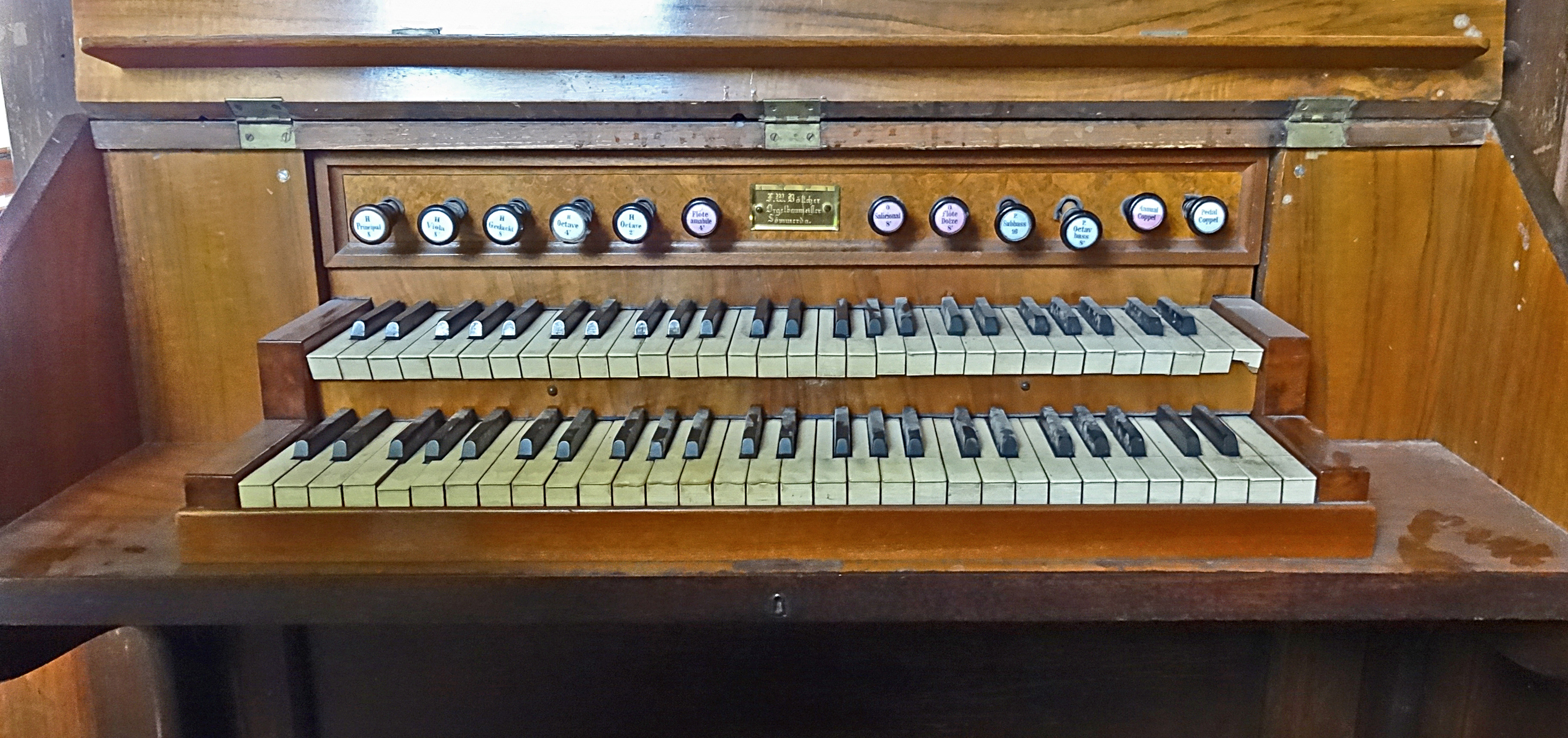
Spieltisch

Die historische Orgel wurde 1884 von dem Orgelbauer Friedrich Wilhelm Böttcher (* 10. November 1855; † 27. August 1938) aus Sömmerda erbaut.
1806 ist von einer Vorgängerorgel in St. Martin die Rede, die durch Kriegsereignisse unbrauchbar wurde. Orgelbauer Wilhelm Brenner legte 1848 ein Angebot für ein neues Instrument vor, eine erweiterte Hausorgel.
Friedrich Wilhelm Böttcher baute die heutige Orgel im Jahr 1884. Er hatte sich 1881 mit einer Werkstatt in Sömmerda selbstständig gemacht, die er bis 1901 innehatte. Anschließend ließ er sich in Weimar nieder, wo er bis 1935 als Orgelbauer wirkte.

### Disposition
| I Hauptwerk C–f3 |    |
| Prinzipal        | 8′ |
| Viola            | 8′ |
| Gedackt          | 8′ |
| Octave           | 4′ |
| Octave           | 2′ |

| II Oberwerk C–f3 |    |
| Salicional       | 8′ |
| Flöte Dolze      | 8′ |
| Flöte amabile    | 4′ |

| Pedalwerk C– |     |
| Subbasse     | 16′ |
| Oktavbasse   | 8′  |

- Koppeln: II/I, I/P